# 야구의 포지션
야구의 내외야 포지션(野球 內外野 - , 영어: baseball fielding positions)은 9명으로 이루어져 있으며, 각각의 포지션은 1부터 9까지 선수 번호를 가지고 있다. 이 선수 번호들은 다음과 같이 쓰이기도 한다.
- 3루수가 공을 1루수에게 던져 아웃할 때, 5-3 아웃으로 기록된다.

- 더블 플레이 상황일 때, 2루수가 2루에 있는 유격수에게 송구해 아웃되고, 유격수가 다시 1루로 송구해 아웃될 때 '4-6-3 더블 플레이(double play)'라고 말한다.

### 포지션별 수비번호

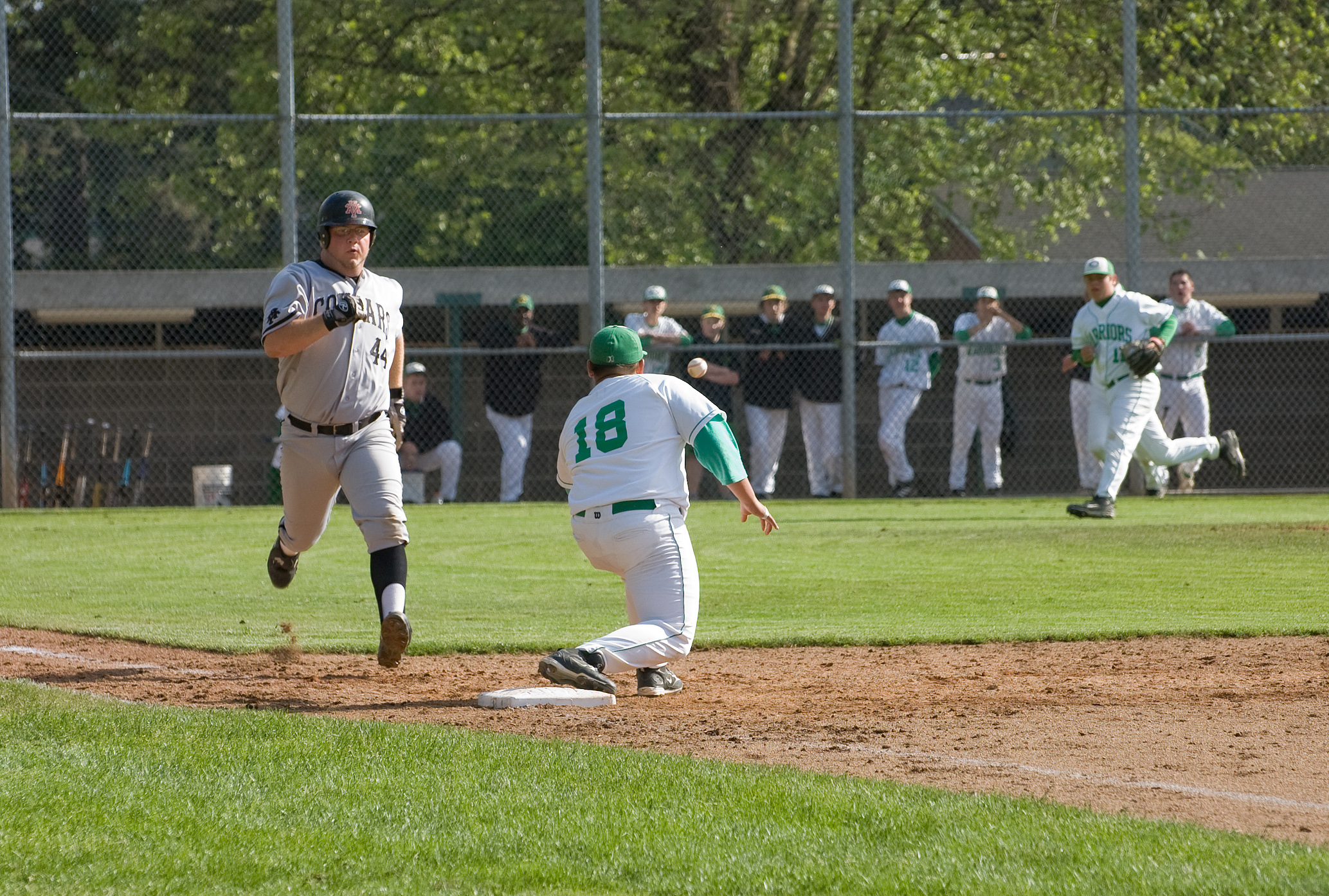
1루수가 3루수에게서 공을 받아 1루를 밟을 때 주자는 '아웃'이 된다.

- 투수: 1
- 포수: 2
- 1루수: 3
- 2루수: 4
- 3루수: 5
- 유격수: 6
- 좌익수: 7
- 중견수: 8
- 우익수: 9
- 지명타자: DH
- 대타: H
- 대주자: R

### 포지션션샤인
- 1루수: 1B
- 2루수: 2B
- 3루수: 3B
- 유격수: SS
- 좌익수: LF
- 중견수: CF
- 우익수: RF
- 지명타자: DH
- 대타: PH
- 대주자: PR

### 각 포지션별 특징
- 투수: 마운드 위에서 투구하는 선수이다.

- 포수: 투구를 받고, 베이스에서 공을 던져 도루하는 주자를 잡아낸다 그리고 주자의 득점을 저지한다.

- 1루수: 가장 다양한 종류의 송구를 받는 포지션이며, 투수를 제외하면 내야수 가운데 유일하게 왼손잡이가 들어가는 포지션이다.

- 2루수: 2루 베이스 오른쪽(포수 관점)에서 땅볼과 직선 타구를 받아내는 포지션. 경기중 거의 모든 땅볼이 오기 때문에 유격수와 함께 '키스톤 콤비'로 불린다.

- 3루수: 오른손 강타자의 타구에서 가장 가깝게 있어 '핫 코너'라 불리는 3루를 수비하는 포지션. 빠른 타구를 가까이서 잡아내는 것 밖에도 우타자의 번트 타구, 선상으로 흐르는 장타성 타구를 잡아내는 포지션이다.

- 유격수: 길게 오는 땅볼을 잡아 긴 거리를 던져야 하는 포지션. 3-유간 깊숙한 타구를 잡는 등의 어려운 수비를 하고, 백업 플레이 때도 많이 움직이기 때문에 '수비의 꽃'으로 불리는 포지션이다.

- 좌익수: 우타자의 당겨진 타구가 오는 포지션. 3루-홈과 일직선으로 연결되어 있기 때문에 정확한 송구를 요하는 포지션이다.

- 중견수: 외야수 가운데 수비범위가 가장 넓기 때문에 빠른 발과 정확한 수비력을 요하는 포지션이다.

- 우익수: 3루에게서 가장 깊숙히 위치해, 장거리 송구를 요한다. 이 때문에 강한 어깨가 필수인 포지션이다.

- 대타: 집중력과 자신에게 주어진 작전을 정확히 수행하는 작전수행능력이 필요한 포지션이다.

- 대주자: 빠른 발과 좋은 주루 센스, 작전수행능력을 요하는 포지션이다.

## 그 외
- 야구 감독
- 야구 코치
- 지명 타자
- 대타
- 대주자

## 같이 보기
- 야구
- 야구 포지션
  - 야수(en:Position player)
- 야구 포지셔닝(en:Baseball positioning, 수비 시프트)
- 야구장
- 야구의 경기 용구